# INDECT
INDECT е изследователски проект в областта на интелигентните системи за сигурност, осъществяван от няколко европейски университета от 2009 и финансиран от Европейския съюз. Проектът цели автоматичното отриване на заплахи от криминални естество чрез обработването на големи обеми видео-потоци от CCTV камери .
Обектът на изследване, приложените методи и техники са описани в документи, публично достъпни на страницата на проекта. На практика цялата свързана с изследванията информация е достъпна.

## Приложение и целеви потребители
Крайните потребители на решения INDECT са полицията и службите за сигурност.
Принципът на работа на проекта е откриване на заплахи и идентифициране на източника им, без да се извършва наблюдение или търсене на определени граждани или групи от граждани. Системният оператор (полицейски служител) решава дали е необходимо да се намеси служба, отговорна за обществената сигурност. Извършва се допълнително разследване на лицата, свързани със заплахата, като се прилага презумпцията за невинност, на базата на съществуващите процедури, които се използват от полиция и прокуратура.  Както е видно от страницата на проекта, INDECT не включва съхранението на лични данни (като имена, адреси, идентификационни номера на документи и т.н.).

## Очаквани резултати
Основните резултати, които се очакват от проекта са:
- Тестова инсталация на система за наблюдение и откриване на заплахи в градски райони
- Устройства за мобилно проследяване на обекти
- Машина за търсене за бързо откриване и семантично търсене на документи, базирани на електронни водни знаци
- Система за проследяване на криминална активност и откриване на заплахи в Интернет
- Защита на данни и лична свобода чрез използването на технологиите за воден знак и криптографски алгоритми.

## Критика
Някои медии и други източници обвиняват INDECT в заговор  за нарушение на личната свобода и събиране на лични данни,  В резултат на повдигнатите обвинения, проблемите, свързани с INDECT са коментирани от някои членове на Европейския Парламент.

В документацията на проекта е видно, че INDECT не включва проследяване на мобилни телефони или прихващане на разговори.
Слуховете за изпробването на INDECT по време на футболния шампионат през 2012 също се оказват погрешни.
Европейскят Парламент призовава Европейската Комисия незабавно да предостави всички документи и да дефинира ясни и стриктни рамки на целите на изследването, приложенията и крайните потребители на INDECT и набляга на щателно разследване на възможните последствия върху основните права. Според Павел Ковал, представител в Европейския Парламент, етичният аспект на проекта е бил разгледан на 15 марти 2011 в Брюксел с участието на експерти от Австрия, Франция, Нидерландия, Германия и Великобритания. Оценката е била положителна и е потвърдено, че проектът не нарушава етиката. 